# 4356 Marathon
4356 Marathon este un asteroid din centura principală, descoperit pe 17 octombrie 1960 de Cornelis van Houten și Tom Gehrels.